# Penille Albæk Andersen
Penille Albæk Andersen (* 25. August 1974 in Helsingør) ist eine dänische Schauspielerin.

## Leben
Penille Albæk Andersen schloss im Jahr 2008 ihr Schauspielstudium ab. Seitdem stand sie als Darstellerin auf zahlreichen Theaterbühne, so am Folketeatret, Aarhus Teater, Odense Teater, Gronnegards-Theater und am Betty-Nansen-Theater. Seit 2009 steht sie auch als Schauspielerin vor der Kamera.
Penille Albæk Andersen ist mit dem Theaterdirektor Steen Stig Lommer verheiratet. Beide leben in Kopenhagen.

## Filmografie
- 2009: Kommissarin Lund (Fernsehserie, 1 Folge)
- 2011: Die Brücke – Transit in den Tod (Serie, 1 Folge)
- 2013: Brat
- 2015: Tomgang (Fernsehserie, 1 Folge)
- 2016: Follow the Money (Fernsehserie, 1 Folge)
- 2020: Cry Wolf (Fernsehserie, 1 Folge)
- 2020: Die Schwesternschule (Fernsehserie, 1 Folge)
- 2022: Sunday (Fernsehserie, 1 Folge)